# داي نيبون بوتوكو كاي

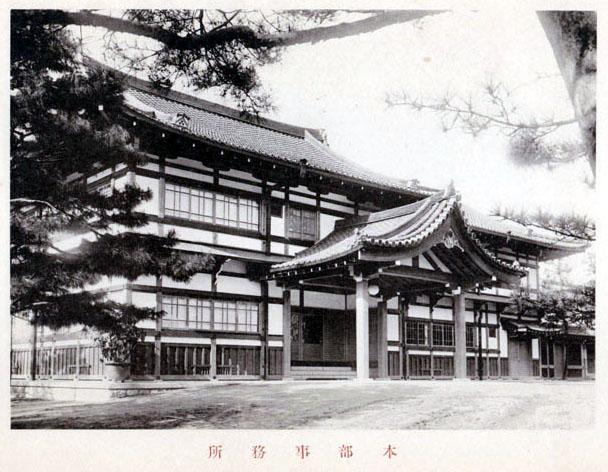
البوتوكو كاي في عام 1900.

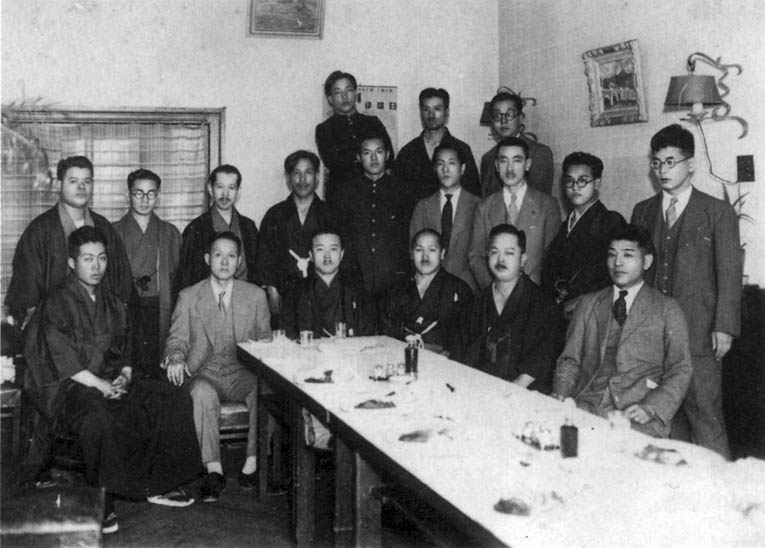

داي نيبون بوتوكو كاي. هو مدرسة كل الفنون القتالية أسسته الحكومة اليابانية في عام 1895 تحت رعاية الإمبراطور الياباني. يحتفظ اليوم بطابع رسمي مع تمثيل الحكومة الوطنية اليابانية. رتب دان في ألقاب بودو ثم انشاؤها في داي نيبون بوتوكو كاي جيغورو كانو، مؤسس الجودو كان الأصل. هذه مهتم بها، من بين أمور أخرى، الكاراتيه اهتم به في سنوات الثلاثين. وعلاوة على ذلك، مصطلح الأيكيدو رُسِّم مع مساهمة مينورو هيراي.

## مدارس فنون قتالية متعلقة بها
- 1906: كندو - Wantanabe Noboro
- 1907 جودو - Isogai هاجيمي
- 1939 كاراتيه وادو ريو - هيرونوري أوتسكا
- 1941 أيكيدو - مينورو هيراي
- 1939 شيتو ريو - كينوا مابوني
- 1933 غوجو ريو- شوجون مياجي
- 1936 شوتوكان - غيشين فوناكوشي
- 1936 كونيشي ياسوهيرو شيندو Jinenryu
- ؟؟؟؟ : Gojukai - غوغن ياماغوتشي
- ؟؟؟؟ : Matsubayashi - شورين ريو-نغامين Shoshin
- ؟؟؟؟ : Kushinryu في: سانوسوكي أويشيمة
- 1939 Kenyuryu - Tomoyori Ryusei
- ؟؟؟؟ : كوبودو - Kinjo هيروشي
- ؟؟؟؟ : Shorinji ريو - ريتشارد كيم
- 1942 Itosukai شيتوريو - [2]